# Lower Whitley
Lower Whitley är en ort i civil parish Whitley, i distriktet Cheshire West and Chester, Storbritannien. Den ligger i grevskapet Cheshire och riksdelen England, i den centrala delen av landet, 260 km nordväst om huvudstaden London. Lower Whitley ligger 60 meter över havet och antalet invånare är 270. Lower Whitley var en civil parish 1866–1936 när blev den en del av Whitley. Civil parish hade 171 invånare år 1931.
Terrängen runt Lower Whitley är platt. Runt Lower Whitley är det tätbefolkat, med 331 invånare per kvadratkilometer. Närmaste större samhälle är St Helens, 18,9 km nordväst om Lower Whitley. Trakten runt Lower Whitley består i huvudsak av gräsmarker.